# New Diggings
New Diggings – miasto w Stanach Zjednoczonych, w stanie Wisconsin, w hrabstwie Lafayette.